# 広島県立福山工業高等学校
広島県立福山工業高等学校（ひろしまけんりつふくやまこうぎょうこうとうがっこう）は、広島県福山市野上町3丁目9番2号にある工業高等学校。全日制と定時制がある備後地域唯一の工業高校であり高校野球の名門。

## 概要
歴史
1932年（昭和7年）創立の「広島県立福山工業学校」（実業学校）を前身とする。1948年（昭和23年）の学制改革により新制高等学校となった。2017年（平成29年）に創立85周年を迎える。
設置課程・学科
全日制課程 6学科
- 機械科 (M科)
- 電気科 (E科)
- 建築科 (A科)
- 工業化学染織システム科 (CS科)
- 電子機械科 (F科）

定時制課程 2学科
- 機械科 (M科)
- 電気科 (E科)

校訓
「質実剛健」
校章
中央に「工高」の文字（縦書き）を置いている。
校歌
作詞は上村貞章、作曲は岡野貞一による。歌詞は3番まであり、歌詞中に校名は登場しないが、神が登場する。
特色
共学制の学校ではあるが、工業高校のため、男女の比率が男子生徒に大きく偏っている。学校全体での男女比率は20:1位である。
姉妹校
- 安山工業高校（大韓民国）- 2012年（平成24年）に締結。

## 沿革
- 1932年（昭和7年）
  - 2月3日 - 「広島県立福山工業学校」として創立。所在地は東霞町。機織科・染色科・図案科を設置し、定員を300名とする。
  - 4月1日 - 初代校長に星千里が就任。
  - 4月15日 - 旧・誠之館中学校校舎にて開校。以降この日を創立記念日と制定。
- 1934年（昭和9年）3月 - 機織科を「紡績科」、染織科を「染色化学科」に改称。
- 1935年（昭和10年）12月 - 野上町中島1812番地に新校舎が完成し移転を完了。
- 1939年（昭和14年）4月 - 図案科の募集を停止。
- 1941年（昭和16年）4月 - 第二本科応用化学科を設置。
- 1943年（昭和18年）
  - 3月 - 図案科を廃止。
  - 7月 - 染色化学科を「染色科」、応用化学科を「化学科」、第二本科応用化学科を「第二本科工業化学科」に改称。
- 1944年（昭和19年）4月 - 紡績科と染色科の募集を停止し、機械科を設置。
- 1946年（昭和21年）4月 - 修業年限が5年となる。
- 1947年（昭和22年）4月 - 学制改革が行われる。
  - 旧制工業学校としての募集を停止。
  - 新制中学校を併設し（以下・併設中学校）、旧制工業学校1・2年修了者を新制中学校2・3年生として収容。
  - 併設中学校はあくまで経過措置として暫定的に設置されたもので、新たに募集は行われず、在校生が2・3年生のみの中学校であった。
  - 旧制工業学校3・4年修了者はそのまま4・5年生として工業学校に在籍した（4年修了時点で卒業することもできた）。
  - 紡績科と染色科を廃止し、染織科を設置。
- 1948年（昭和23年）
  - 5月3日 - 学制改革により、旧制工業学校が廃止され、新制高等学校「広島県福山工業高等学校」が発足。
    - 通常制（全日制）の工業に関する5学科（機械・紡績・色染・工業化学・木材工芸）を設置。定員を600名、学級数15とする。
    - 工業学校卒業者（5年修了者）を新制高校3年生、工業高校4年修了者を新制高校2年生、併設中学校卒業者（3年修了者）を新制高校1年生として収容。
    - 併設中学校は1946年（昭和21年）に工業学校へ最後に入学した3年生のみとなる。

  - 7月1日 - 夜間定時制の機械科（4学級）を設置。
- 1949年（昭和24年）
  - 3月31日 - 併設中学校を廃止。
  - 4月30日 - 高校三原則に基づく公立高等学校の再編により、広島県福山葦陽高等学校と統合され、総合制の「広島県福山南高等学校」となる。
- 1953年（昭和28年）4月1日 - 広島県福山南高等学校から分離し「広島県福山工業高等学校」（再）として独立。
- 1954年（昭和29年）4月 - 通常制電気科を設置。
- 1955年（昭和30年）4月 - 通常制建築科を設置。
- 1957年（昭和32年）
  - 2月 - 電験第三種一次試験免除の学校に認定される。
  - 3月 - 木材工芸科を廃止。
  - 4月 - 定時制電気科を設置。
  - この年 - 校舎の増改築を完了。
- 1962年（昭和37年）4月 - 通常制を全日制課程に改称。
- 1963年（昭和38年）4月 - 繊維機械科と色染化学科を設置。
- 1965年（昭和40年）
  - 3月 - 紡績科と色染科を廃止。
  - 9月 - 所在地の表記が「福山市野上町三丁目9番2号」に変更される。
- 1968年（昭和43年）10月1日 - 「広島県立福山工業高等学校」（現校名）に改称（県の後に「立」が付される）。
- 1971年（昭和46年）3月 - 寄宿舎が完成。
- 1973年（昭和48年）3月 - 色染化学科・繊維機械科実習棟が完成。
- 1974年（昭和49年）
  - 4月 - 繊維機械科を「繊維工学科」に改称。
  - 7月 - 電気実習棟が完成。
- 1975年（昭和50年）4月 - 工業化学科実習棟が完成。
- 1976年（昭和51年）6月 - 体育館兼講堂が完成。
- 1978年（昭和53年）3月 - 建築家実習棟が完成。
- 1986年（昭和61年）1月 - 機械科実習棟が完成。
- 1988年（昭和63年）4月 - 染織システム科と電子機械科を設置。
- 1989年（平成元年）3月 - 電子機械棟が完成。
- 1990年（平成2年）3月 - 染織化学科と繊維工学科を廃止。
- 1994年（平成6年）4月 - 家庭科棟が完成。
- 2003年（平成15年）6月 - 広島県教育委員会から専門高校工業学科拠点校に指定される。
- 2007年（平成19年）3月 - 本館を改築。
- 2012年（平成24年）5月31日 - 大韓民国安山工業高校と姉妹校締結。
- 2014年（平成26年）4月 - 工業化学科と染織システム科を統合。

## 著名な出身者
- 栗本光明 - 元プロ野球選手・コーチ
- 中川惣一 - 元プロ野球選手

## 最寄駅
- JR山陽本線:福山駅南口から徒歩約20分。バスではトモテツバス鞆行きバスを利用。